# Файст, Феликс Э.
Феликс Эллисон Файст (англ. Felix Ellison Feist) (28 февраля 1910 — 2 сентября 1965) — американский кинорежиссёр, более всего известный своими работами 1940-50-х годов.
Как отметил кинокритик Хэл Эриксон, «не отличаясь особенным режиссёрским вдохновением, Феликс Э. Файст тем не менее обладал безошибочным глазом на истории, которые превращались в прибыльные фильмы».
К числу лучших картин Файста относятся фильмы нуар «Дьявол едет автостопом» (1947), «Угроза» (1949), «Человек, который обманул себя» (1950) и «Завтра будет новый день» (1951), а также музыкальные комедии «Извините за мой ритм» (1944) и «Такова жизнь» (1944).
Наиболее известными работами Файста являются также фильм-катастрофа «Потоп» (1933), мелодрама «Большие деревья» (1952), научно-фантастический фильм «Мозг Донована» (1953), драма «Эта женщина опасна» (1952) и вестерн «Человек с оружием» (1953).

## Биография
Файст родился 28 февраля 1910 года в Нью-Йорке в семье руководителя по продажам киностудии Metro-Goldwyn-Mayer Феликса Ф. Файста, он был племянником крупного издателя Лео Файста. Получив образование в Колумбийском университете, Файст пытался идти по стопам своего отца, пока не увлёкся самостоятельным созданием фильмов.
С 1928 года Файст начал работать в Голливуде. В 1930-43 годах Файст работал в отделе короткометражных фильмов студии Metro-Goldwyn-Mayer, поставив за это время 28 фильмов, иногда выступая также в качестве сценариста.
В 1933 году Файст «взял передышку от короткометражек, чтобы поставить для независимой студии Admiral Productions революционный фильм-катастрофу „Потоп“ (1933)», рассказывающий о том, как в результате мощного землетрясения в США приливной волной полностью уничтожается восточное побережье страны и возникает реальная угроза затопления западного побережья. На этом фоне прослеживаются судьбы героев, борющихся за выживание и любовь в условиях катастрофы.
Файст вновь стал работать с короткометражками, в одной из которых, музыкальной комедии «Каждое воскресенье» (1936), свои первые заметные роли в кино сыграли будущие звёзды Джуди Гарленд и Дина Дурбин.
В 1943 году Файст был приглашён на студию Universal в качестве режиссёра фильмов категории B «для постановки нескольких студийных „карманных“ мюзиклов», наиболее удачными среди которых стали романтическая комедия «Сама по себе» (1943), музыкальный фильм «Извините за мой ритм» (1944) и музыкальная комедия «Такова жизнь» (1944).
Затем Файст перешёл на студию RKO, где «среди прочих дежурных фильмов он поставил по собственному сценарию классический нуар „Дьявол едет автостопом“ (1945)», в котором подвыпивший делегат съезда берёт симпатичного попутчика (Лоуренс Тирни), который, как становится ясно, незадолго до того убил и ограбил кассира в кинотеатре. В нуаровой драме «Угроза» (1949) сбежавший закоренелый преступник (Чарльз Макгроу) берёт в заложники детектива и прокурора, которые поймали и засадили его за решётку, с намерением убить их, когда доберётся до безопасного места. Фильм нуар «Человек, который обманул себя» (1950) рассказывал об опытном детективе из Сан-Франциско (Ли Джей Кобб), который скрывает убийство мужа, совершенное его любовницей. Когда дело поручают вести его младшему брату, детектив оказывается перед выбором — либо спасать любовницу, действуя против брата, либо помочь брату и правосудию раскрыть преступление. Нуаровая драма «Завтра будет новый день» (1951) рассказывает о том, как бывший заключённый (Стив Кокран) и танцовщица (Рут Роман) вынуждены бежать и начать новую жизнь в далёком уединённом месте после того, как на них падает подозрение в убийстве полицейского, который был любовником танцовщицы.
Лучшими фильмами Файста периода 1950-х годов были «Большие деревья» (1952) и «Мозг Донована» (1953). В исторической мелодраме «Большие деревья» (1952), действие которой происходит в Северной Калифорнии в 1900 году, алчный лесной барон (Кирк Дуглас) собирается вырубить девственные леса секвойи на территории, принадлежащей квакерской общине, однако вынужден вступить в борьбу с ещё более безжалостными и аморальными захватчиками территории. Криминальная мелодрама «Эта женщина опасна» (1952) рассказывала о предводительнице банды в Новом Орлеане (Джоан Кроуфорд), которая готова бросить своего любовника, жестокого грабителя и убийцу, ради благородного врача, которого встретила в Индиане. Вестерн «Человек с оружием» (1953) с участием Рэндольфа Скотта рассказывал о борьбе правительственного агента с группой мятежников, планирующих отделить Южную Калифорнию и превратить её в рабовладельческое государство.
«Самым впечатляющим достижением Файста 1950-х годов стал „Мозг Донована“ (1953), вторая киноверсия по успешному научно-фантастическому роману Курта Сиодмака» о талантливом профессоре (Лью Эйрс), которому удаётся спасти от смерти мозг погибшего в катастрофе агрессивного, параноидального миллионера Донована. Однако вскоре мозг начинает жить самостоятельной жизнью и даже сверхъестественным способом управляет личностью профессора, превращая его в своё орудие.
Последней картиной Файста стала приключенческая мелодрама «Пираты Триполи» (1955), после чего он работал на телевидении, где ставил отельные серии таких телесериалов, как «Техасец» (1958), «Помощник шерифа» (1959), «Детективы» (1960), «Бонанза» (1960), «Приключения в раю» (1960-61), «Следуй за солнцем» (1961-62), «За гранью возможного» (1965) и «Путешествие на морское дно» (1964-65).

## Личная жизнь
Файст некоторое время был женат на актрисе Лизе Ховард, которая сыграла в его фильмах «Человек, который обманул самого себя» (1950), «Виновен в измене» (1950) и «Мозг Донована» (1953). В начале 1960-х годов Ховард стала первой в США женщиной, ведущей политическую программу на одном из основных телеканалов ABC. В 1965 году, после увольнения с работы по политическим причинам и потери ребёнка, Ховард покончила жизнь самоубийством.
Приёмный сын Файста, Раймонд Фэйст (1945), стал популярным писателем в стиле фэнтези, более всего известным по циклу романов «Война Врат» (с 1982 года).
Феликс Э. Файст умер от рака 2 сентября 1965 года в Энсино, Калифорния, через два месяца после смерти бывшей жены.

## Фильмография
- 1933 — Потоп / Deluge
- 1940 — Золотые перчатки / Golden Gloves
- 1943 — Сама по себе / All by Myself
- 1943 — Ты счастливый парень, мистер Смит / You’re a Lucky Fellow, Mr. Smith
- 1944 — Такова жизнь / This Is the Life
- 1944 — Безрассудный возраст / Reckless Age
- 1944 — Простите за мой ритм / Pardon My Rhythm
- 1945 — Скандалы Джорджа Уайта / George White’s Scandals
- 1947 — Дьявол едет автостопом / The Devil Thumbs a Ride
- 1948 — Круг победителя / The Winner’s Circle
- 1949 — Угроза / The Threat
- 1950 — Виновен в измене / Guilty of Treason
- 1950 — История золотых перчаток / The Golden Gloves Story
- 1950 — Человек, который обманул себя / The Man Who Cheated Himself
- 1951 — Завтра будет новый день / Tomorrow Is Another Day
- 1951 — Большие деревья / The Big Trees
- 1951 — Баскетбольный сговор / The Basketball Fix
- 1952 — Эта женщина опасна / This Woman Is Dangerous
- 1952 — Битвы вождя Понтиака / Battles of Chief Pontiac
- 1953 — Человек с оружием / The Man Behind the Gun
- 1953 — Мозг Донована / Donovan’s Brain
- 1955 — Пираты Триполи / Pirates of Tripoli